# 卡爾軍團

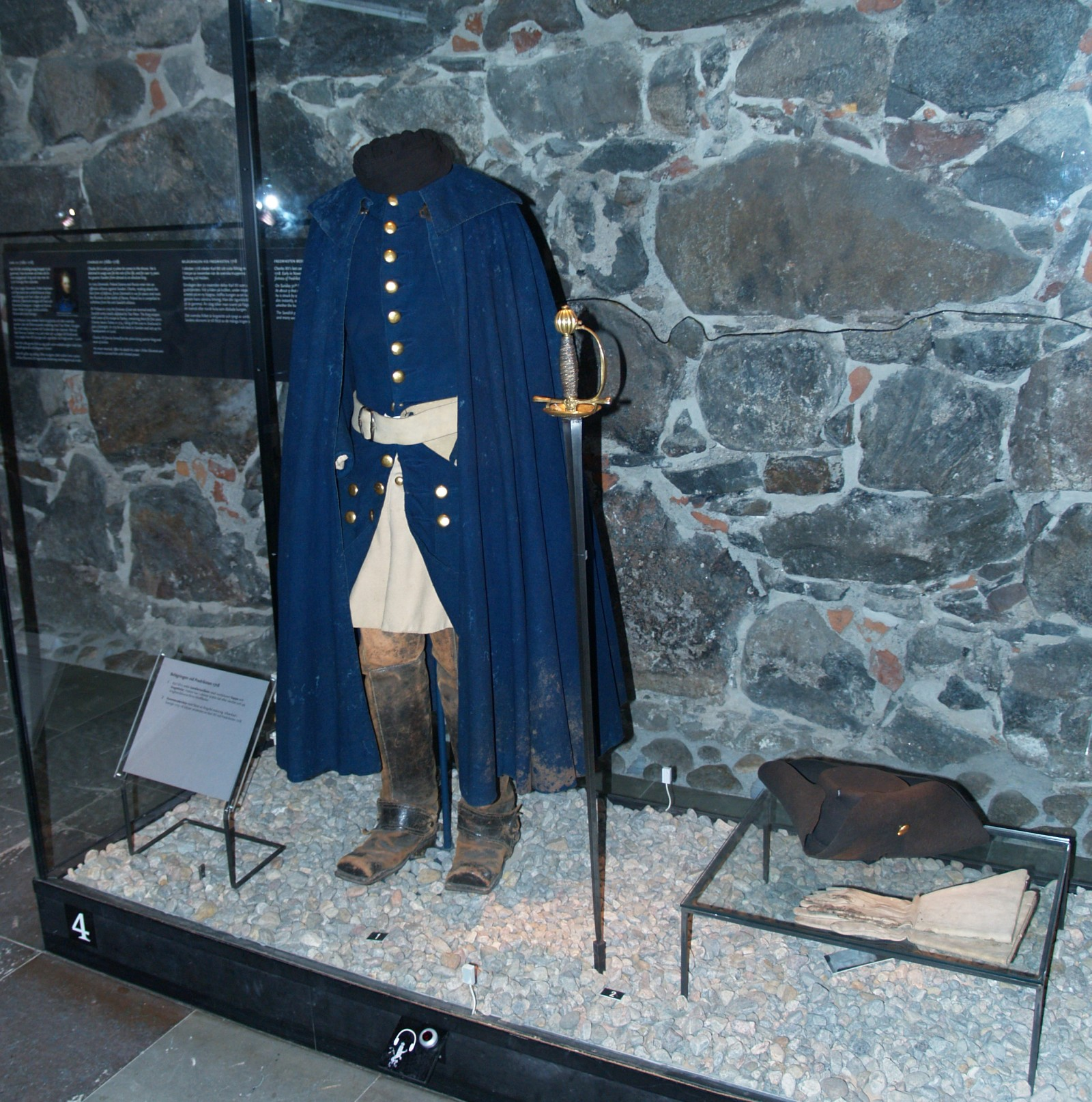
卡爾十二世陣亡時所穿的軍服

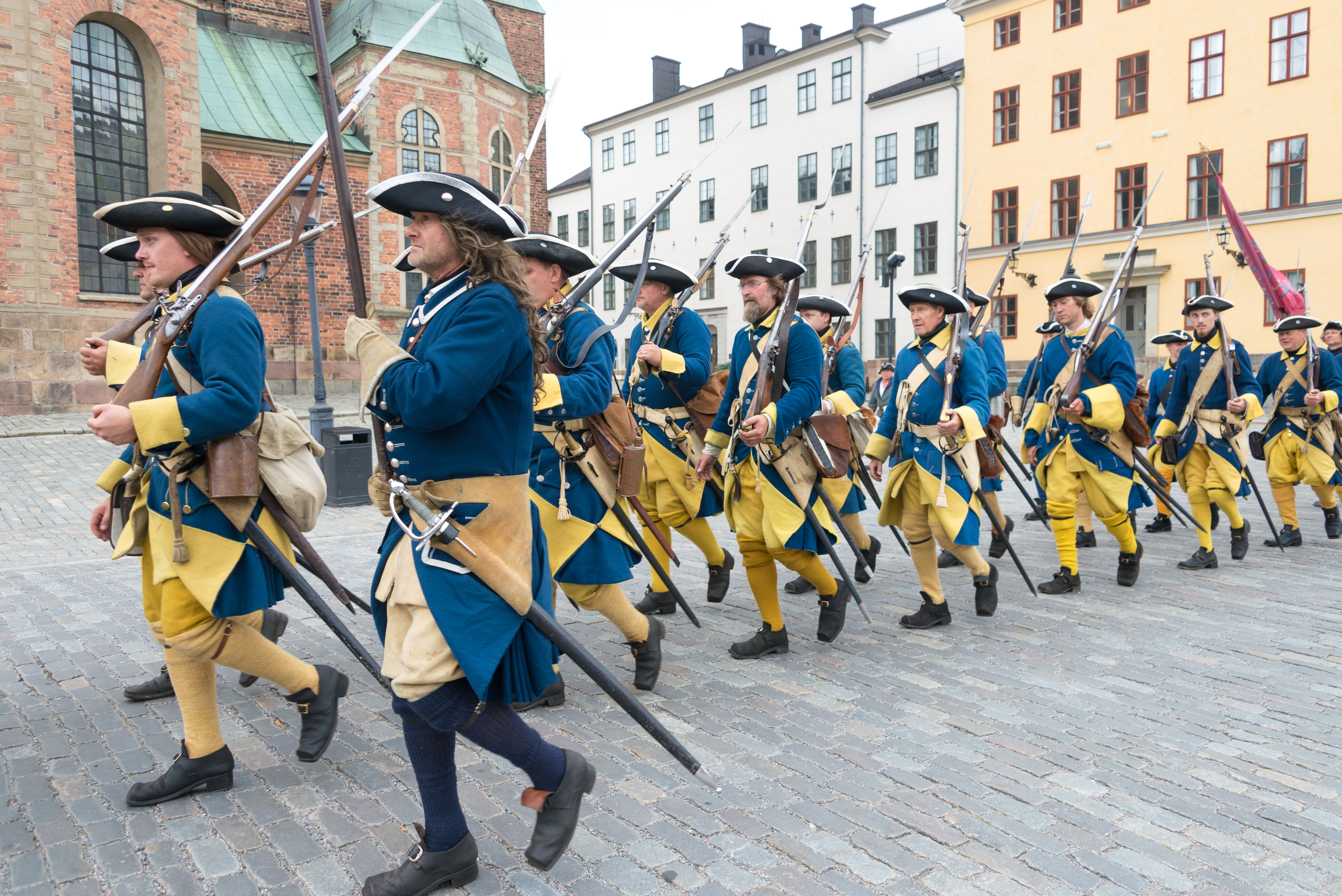
2019年，卡爾軍在斯德哥爾摩遊行

卡爾軍團（瑞典語：Karoliner）是17世紀末至18世紀初瑞典帝國創制的新式現代化精銳部隊，為卡爾十一世和卡爾十二世兩朝期間的瑞軍主力並因而得名，活躍於大北方戰爭年間，被認為是當時歐洲最先進的軍事力量之一。為了彌補人力資源的不足，瑞典力求以創新的方式打造一支更有效的軍隊。卡爾軍團的戰術與其他西歐軍隊的戰術不同，大量依賴長矛、輕劍、刺刀的白刃戰和先進的進攻戰術，令其得以在許多關鍵戰役中以小博大、以少勝多。
因北歐國家先天人口不足，軍團的規模相對較小無法彌補慘重的人力損失，這迫使指揮官們明智地進行戰鬥，謹慎地制定戰略，以保持較低的傷亡率。儘管卡爾軍的效率很高，但其規模過小使瑞典無法維持其霸權，瑞典帝國在大北方戰爭中戰敗後的衰落就是明證。在長途跋涉到俄羅斯內陸之後，卡爾軍暴露於焦土戰術和頻繁的小規模襲擊之中。這導致了他們的疲憊、飢餓和非戰鬥性減員，最終卡爾軍在波爾塔瓦戰役中被俄羅斯人決定性地擊敗了。在那場戰役中，估計有35,000名瑞典士兵在戰鬥中喪生，這佔到了整個卡爾軍的70%（25,000人在戰鬥中喪生，另有10,000人死於飢餓、疾病和精疲力竭）。